# Georgi Avramov
Georgi Avramov (Bulgaars: Георги Аврамов) (Plovdiv, 5 oktober 1983) is een Bulgaars voetballer die bij voorkeur als middenvelder speelt. Hij verruilde in juli 2014 FC Rakovski voor Atletik Kuklen.